# 滑川市立南部小学校
滑川市立南部小学校（なめりかわしりつ なんぶしょうがっこう）は富山県滑川市にある公立小学校。滑川市内では滑川市立東部小学校に続く2番目の統合小学校である。

## 沿革
- 1978年10月7日 - 起工式[3]。事業費は3億8,710万円を見込んでいた[3]。
- 1980年4月1日 - 滑川市立山加積小学校と滑川市立中加積小学校が統合し滑川市立南部小学校になる[4]。同年4月4日に初の入学式を挙行[2]。

## 校舎概要
校舎は鉄筋コンクリート造3階建て、延床面積3,412m2。体育館は鉄骨鉄板板葺き、延床面積は1,502m2。敷地面積は20,922m2。

## 通学区域
堀江、常光寺、安田、高柳、柴、小林、赤浜、森尻新、寺町、本江、小森、田林、東福寺、東福寺野、天望町、赤浜栄町、美しケ丘

## 進学先
- 滑川市立滑川中学校

## 周辺
- 富山県道137号堀江魚津線